# Diuris curta
Diuris curta är en orkidéart som beskrevs av David Lloyd Jones. Diuris curta ingår i släktet Diuris och familjen orkidéer. Inga underarter finns listade i Catalogue of Life.